# فرودگاه یوژنو-ساخالینسک
فرودگاه یوژنو-ساخالینسک  (به انگلیسی: Yuzhno-Sakhalinsk Airport) (به روسی : Аэропорт Южно-Сахалинск) یک فرودگاه همگانی  با کد یاتا UUS است که یک باند فرود بتن دارد و طول باند آن ۳۴۰۰ متر است. این فرودگاه در شهر یوژنو-ساخالینسک در کشور روسیه قرار دارد و در ارتفاع ۱۸ متری از سطح دریا واقع شده‌است.

## شرکت‌های هواپیمایی و مقصدهای پروازی

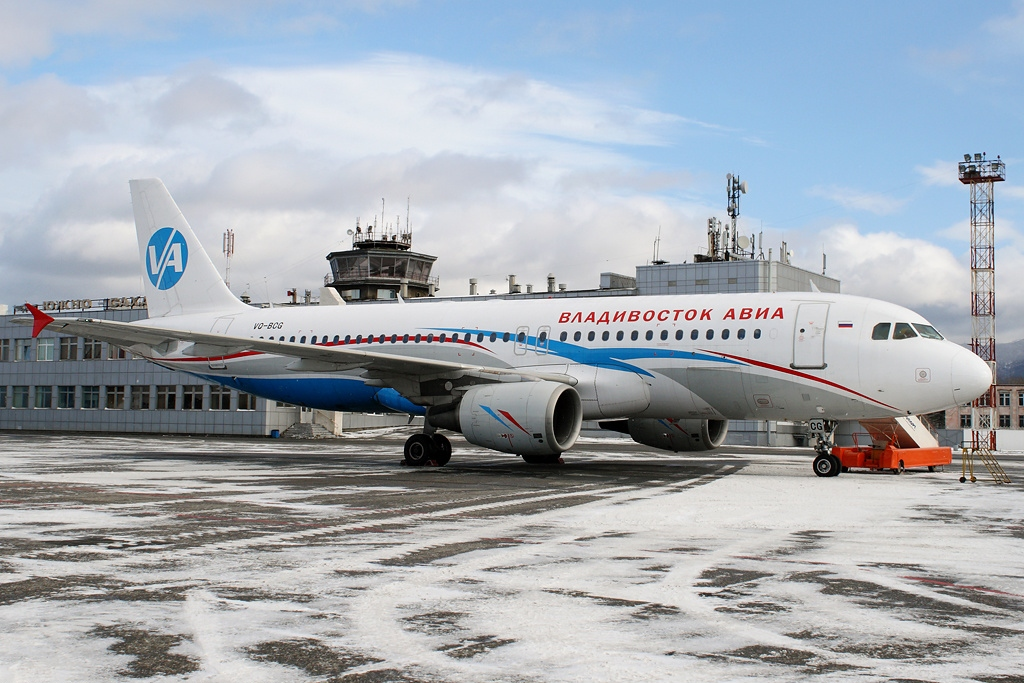
Vladivostok Air خانواده ایرباس ای۳۲۰ parked at Yuzhno-Sakhalinsk Airport.

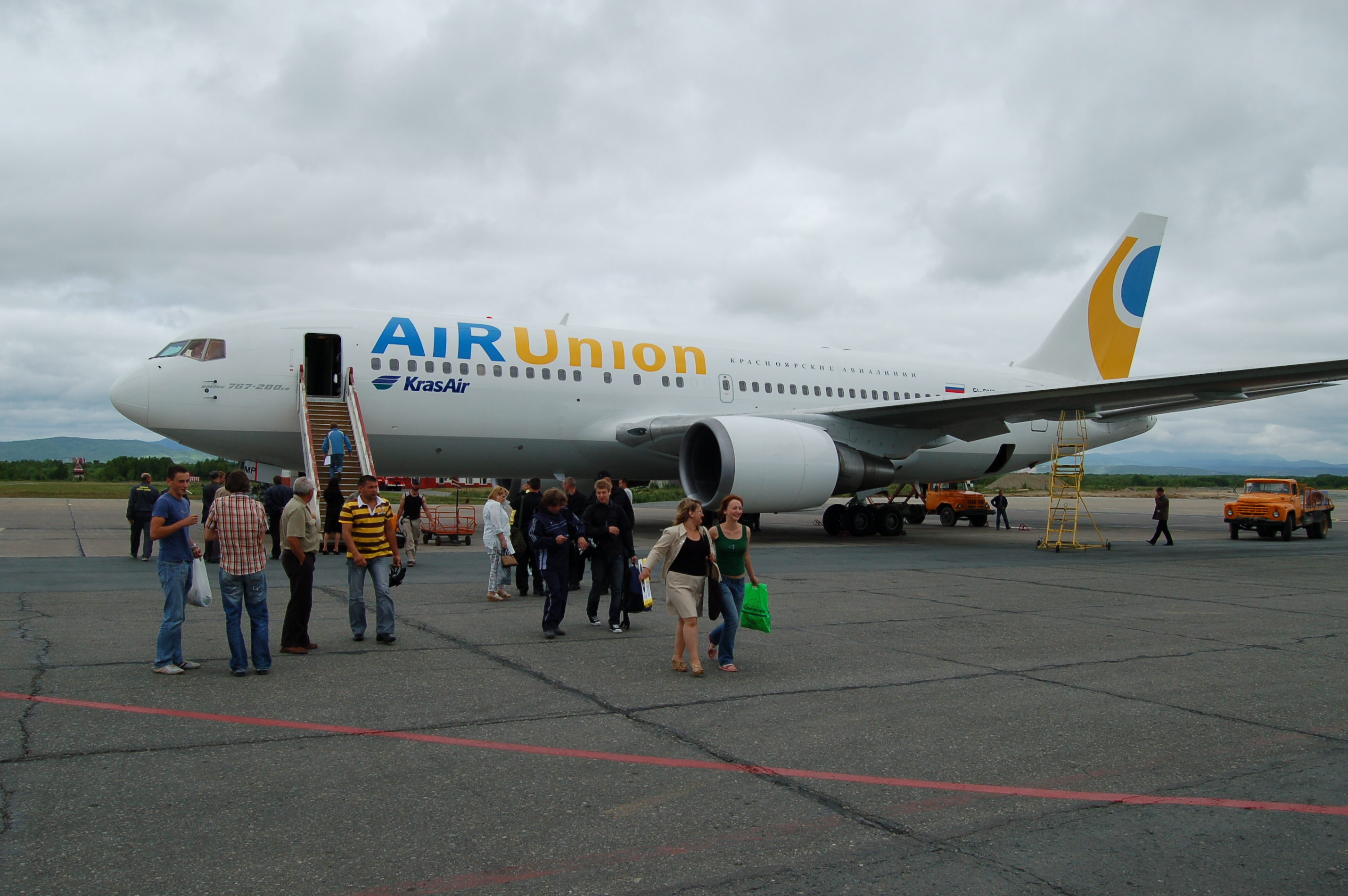
KrasAir بوئینگ ۷۶۷ in AiRUnion livery at Yuzhno-Sakhalinsk Airport.

### مسافری
| شرکت‌های هواپیمایی                      | مقصدهای پروازی                                                                      |
| -------------------------------------- | ----------------------------------------------------------------------------------- |
| آئروفلوت                               | شرمتیوو                                                                             |
| آئروفلوت اجرا توسط آورورا              | هاربین تایپینگ، خاباروفسک ناوی، شرمتیوو، پتروپاولوفسک/سیبون، اینچئون، ولادی‌وستوک    |
| آئروفلوت اجرا توسط روسیه ایرلاینز      | ونوکووا                                                                             |
| آورورا                                 | ایگناتیوا، Bogorodskoye، Iturup، اوخا، نیو چیتوز، Yuzhno-Kurilsk چارتر فصلی: کانزای |
| آسیانا ایرلاینز                        | اینچئون                                                                             |
| KrasAvia                               | ایگناتیوا                                                                           |
| نوردویند ایرلاینز                      | چارتر فصلی: سووارنابومی، کام رانح                                                   |
| اس۷ ایرلاینز                           | ولادی‌وستوک                                                                          |
| اس۷ ایرلاینز اجرا توسط گلوبوس ایرلاینز | تولمچوا                                                                             |
| یاکوتیا ایرلاینز                       | فصلی: خاباروفسک ناوی, ناریتا                                                        |

### باری
| شرکت‌های هواپیمایی | مقصدهای پروازی |
| ----------------- | -------------- |
| ایر اینچئون       | اینچئون        |